# Nasiba Zeynalova
Nasiba Zeynalova (Bakoe, 20 april 1916 - aldaar, 10 maart 2004) was een Azerbeidzjaanse actrice en komiek.

## Biografie
Nasiba Zeynalova werd in 1916 in Bakoe geboren. Het gezin vertrok in maart 1918 echter naar Iran, vanwege de etnische zuivering in de stad ondernomen door Armeense Dashnak en Russische Bolsjewieken. Nadat de rust in Bakoe was teruggekeerd, besloot het gezin per schip naar Bakoe te reizen. Haar vader werd echter ziek en kwam op de Kaspische Zee te overlijden.

## Persoonlijk
Haar zoon, Cahangir Novruzov (geboren 1954), is ook een Azerbeidzjaanse acteur en filmregisseur.

## Filmografie
- Ögey ana (1958)
- Mollanın sərgüzəşti (1960)
- Böyük dayaq (1962)
- Ulduz (1964)
- Qanun naminə (1968)
- Bizim Cəbiş müəllim (1969)
- Dəli Kür (1969)
- O qızı tapın (1970)
- Bizim küçənin oğlanları (1973)
- 1001-ci qastrol (1974)
- Любовь с первого взгляда (1975)
- Xoşbəxtlik qayğıları (1976)
- Qayınana (1978)
- Mən mahnı bəsləyirəm (1978)
- За закрытой дверью (1981)
- Не бойся, я с тобой (1981)
- Bəyin oğurlanması (1985)
- Qəm pəncərəsi (1986)
- Xüsusi vəziyyət (1986)
- Gecə qatarında qətl (1990)
- Güllələnmə təxirə salınır (1993)
- Yuxu (1995)
- Məhəllə (2003)